# Andi-Gabriel Grosaru
Andi-Gabriel Grosaru (Iași, 4 dicembre 1976) è un avvocato e politico romeno.
Eletto nel 2016 al Camera dei deputati della Romania in rappresentanza della minoranza etnica degli italo-romeni.

## Biografia
Figlio di Mircea Grosaru (i cui nonni Angelo e Maria Marenzo originari di Bergamo si trasferirono in Romania all'inizio del XX secolo), Andi-Gabriel Grosaru si è laureato in economia all'università "Ștefan cel Mare" di Suceava e in diritto alla scuola di polizia "Alexandru Ioan Cuza" di Bucarest. In seguito ha ottenuto due master in amministrazione all'Accademia degli studi economici di Bucarest e in legge all'Università di Bucarest. Ha inoltre studiato economia all'Università di Torino. Dal 2006 è iscritto presso l'ordine degli avvocati di Bucarest.
Durante le elezioni parlamentari del 2016, nella cui campagna elettorale viene sostenuto da Francesco Rutelli, venne eletto deputato alla Camera dei deputati, con appena 3.486 voti raccolti a livello nazionale dal partito Associazione degli Italiani in Romania, di cui lui stesso è segretario generale, mentre la madre Ioana ne è la presidente.
In un articolo del quotidiano Gândul sui "partiti di famiglia" delle minoranze italiana, polacca e rutena in Romania (i cui seggi sono passati di padre in figlio), il giornalista Andrei Luca Popescu ha avanzato dei dubbi relativi ai sistemi di democrazia interna al suo partito e che hanno portato alla candidatura di Grosaru alle elezioni del 2016. Lo stesso giornalista Popescu ha ricordato che in passato il padre Mircea Grosaru fu accusato e condannato in primo grado per conflitto d'interessi per aver assunto la moglie Ioana quale consigliera parlamentare dal 2008 al 2011; peraltro, in seguito al decesso del deputato nel 2014, la procedura giudiziaria è stata interrotta.
Alle elezioni parlamentari del 2020 viene rieletto per il secondo mandato con 4170 voti. Nel giugno 2022 Grosaru viene espulso dal gruppo parlamentare delle minorante parlamentari. Nel marzo 2023 fa discutere la sua richiesta presentata alla Camera dei deputati di rimborso delle spese di viaggio per partecipare ad una conferenza sui servizi segreti a Panama, argomento di discussione estraneo al background del deputato Groșaru, il quale è membro della Commissione Pari Opportunità. Pochi giorni dopo Grosaru ha annunciato nell'aula parlamentare la propria candidatura per le future elezioni presidenziali in Romania del 2024.